# Eudamidas III
Eudamidas III o Euridámidas III (griego antiguo Eurydamidas, Εὐρυδαμίδας), fue un rey espartano de la dinastía euripóntida. Reinó del 241 al 228 a. C., y sucedió en el trono a su padre Agis IV. El poder real estuvo concentrado en manos de Leónidas II y luego de Cleómenes III. Eudamidas sólo era rey desde un punto de vista formal y no existió regente de su dinastía mientras fue menor. Cleómenes III, el rey espartano de la otra casa real de Esparta, la agíada, le envenenó siendo aún un niño. Cleómenes, tras expulsar (y posteriormente asesinar) a Arquidamo V, el último agíada, transfirió el poder a su hermano Epiclidas con la complicidad de los éforos.